# Gedraaide dubbelverkleinde romboëdrisch icosidodecaëder
Een gedraaide dubbelverkleinde romboëdrisch icosidodecaëder is in de meetkunde het johnsonlichaam J82. Deze ruimtelijke figuur kan worden geconstrueerd door van een rombische icosidodecaëder twee vijfhoekige koepel J5 weg te nemen, die naast elkaar liggen, en een andere vijfhoekige koepel 36° te draaien.
- (en)  MathWorld. Gyrate Bidiminished Rhombicosidodecahedron.